# Misumena nigripes
Misumena nigripes är en spindelart som först beskrevs av Władysław Taczanowski 1872.  Misumena nigripes ingår i släktet Misumena och familjen krabbspindlar. Inga underarter finns listade i Catalogue of Life.